# ایوانداردا
ایوانداردا (به مجاری: Ivándárda) یک منطقهٔ مسکونی در مجارستان است که در ناحیه موهاچ واقع شده‌است.